# Domenico Colasanto
Domenico Colasanto (Terlizzi, 18 gennaio 1896 – Napoli, 8 settembre 1966) è stato un politico italiano.

## Biografia
Ingegnere, esponente della Democrazia Cristiana. Nell'immediato dopoguerra è deputato della Consulta nazionale, poi è stato eletto alla Camera dei deputati per le prime quattro legislature repubblicane e fu sottosegretario di Stato ai Trasporti nel governo Segni II. Muore a Napoli l'8 settembre 1966 all'età di 70 anni da deputato in carica; gli subentra a Montecitorio il collega Ferdinando D'Ambrosio.